# Bahnhof Hosena
Der Bahnhof Hosena, bis zum Jahr 2000: Bahnhof Hohenbocka ist eine Betriebsstelle der Bahnstrecke Węgliniec–Roßlau und der hier kreuzenden Bahnstrecke Lübbenau–Kamenz auf dem Gemeindegebiet von Hosena, nördlich der Ortschaft Hohenbocka in Brandenburg.
Der Bahnhof wurde 1874 als Turmbahnhof der Bahnstrecken Lübbenau–Kamenz und Kohlfurt–Roßlau angelegt. Reste der Eisenbahnüberführung der Strecke Lübbenau–Kamenz zeugen heute noch davon.

## Geschichte
Anfang April 1871 unterzeichnete Kaiser Wilhelm I. mit der Königlich Sächsischen Staatsregierung und der concessionierten Berlin-Görlitzer Gesellschaft die Concessions-Urkunde und man erteilte die Genehmigung zum Bau der Anschlussbahn von Senftenberg an die Radeberg-Kamenzer Bahn. Zum 1. September 1871 begannen die ersten Bauarbeiten. Am 7. Dezember 1871 wurde ein Staatsvertrag zwischen Sachsen und Preußen geschlossen, der die Ausführungen eines Streckenbaus von Lübbenau–Calau–Senftenberg–Kamenz regelte.
Das flache, flussarme Land nördlich von Kamenz bot günstige geografische Voraussetzungen für einen zügigen Fortgang der Bauarbeiten, die ohne Schwierigkeiten voranschritten. Bereits im Jahr 1872 war die preußische Landesgrenze nördlich von Hosena erreicht.

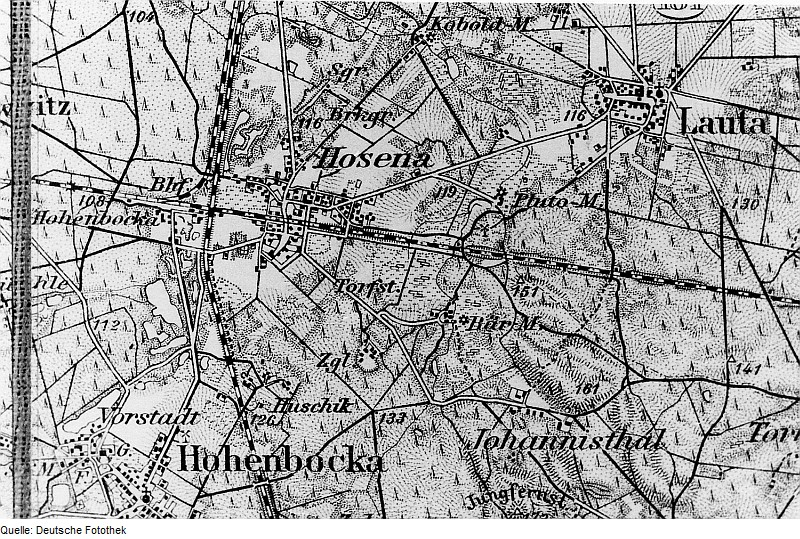
Historische Kartenansicht des Bahnverkehrsknoten Hosena

Eine weitere Anschlussbahn, von der Cottbus-Großenhainer Bahn in Ost-West-Richtung verlaufend, die spätere Niederschlesien-Magistrale, wurde am 1. Juni 1874 zwischen Kohlfurt (Węgliniec) und dem nahen Ruhland und mit ihr der Bahnhof unter der damaligen Bezeichnung Hohenbocka Oberl. Bf. in Betrieb genommen. Am 1. März 1911 wurde der Bahnhof in Hohenbocka umbenannt.
Am Beginn und in der frühen Mitte des 20. Jahrhunderts gewann der Eisenbahnknoten Hosena zunehmend an Bedeutung. Der auflebende Braunkohle- und Basaltabbau in der Umgebung führte zu einem immer höheren Verkehrsaufkommen. Mit der Gründung der DDR wuchs die Bevölkerung in der Umgebung um durchschnittlich rund das Doppelte. Es entstand die etwa 15 Kilometer entfernte 70.000 Einwohner zählende Stadt Hoyerswerda. Das Bevölkerungswachstum und ein immer intensiver betriebener Bergbau sowie die Ansiedlung von Industrie in der Hosenaer Umgebung stärkten den Bahnhof in seiner Bedeutung.
In den Jahren von 1955 bis 1957 wurde für den bereits Ende der 1930er Jahre erschlossenen Tagebau Niemtsch (heute Senftenberger See) eine Trassenverlegung der Bahnstrecke Lübbenau–Kamenz auf einem 7,5 Kilometer lagen Abschnitt zwischen Senftenberg und Hohenbocka (bzw. Hosena) vorgenommen. Es wurde eine neue Trasse von Hosena südwestlich entlang der Ortschaft Peickwitz und östlich zur Ortschaft Biehlen, sowie westlich zum Briesker Dorf bis zur Bahnstrecke Großenhain–Cottbus, unmittelbar zum ehemaligen Verkehrshalt Brieske gebaut. Die alte Trasse wurde nördlich von Hosena unterbrochen, das Streckenende stellt der Bahnhof Hosena Nord dar.

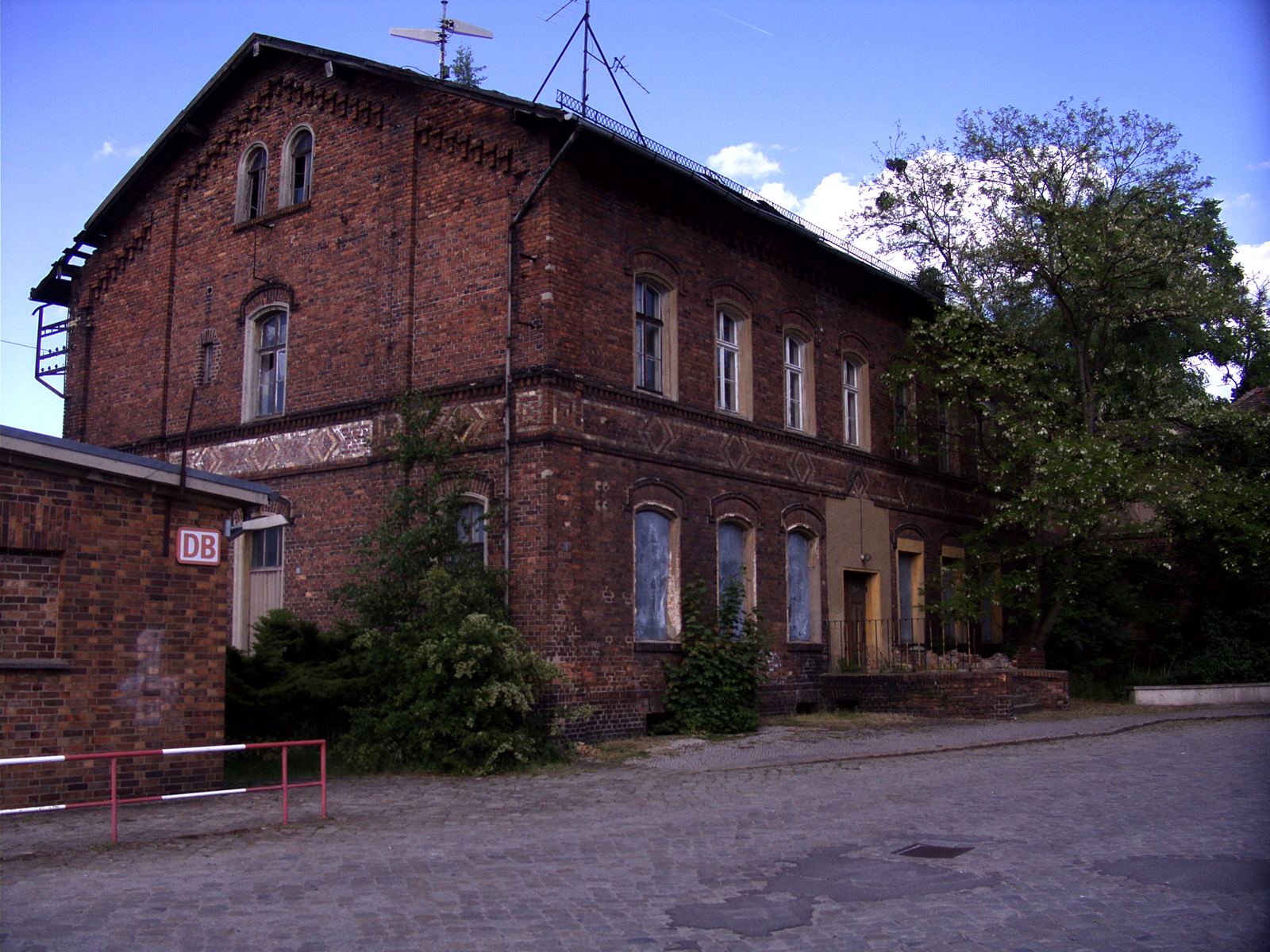
Empfangsgebäude (2008)

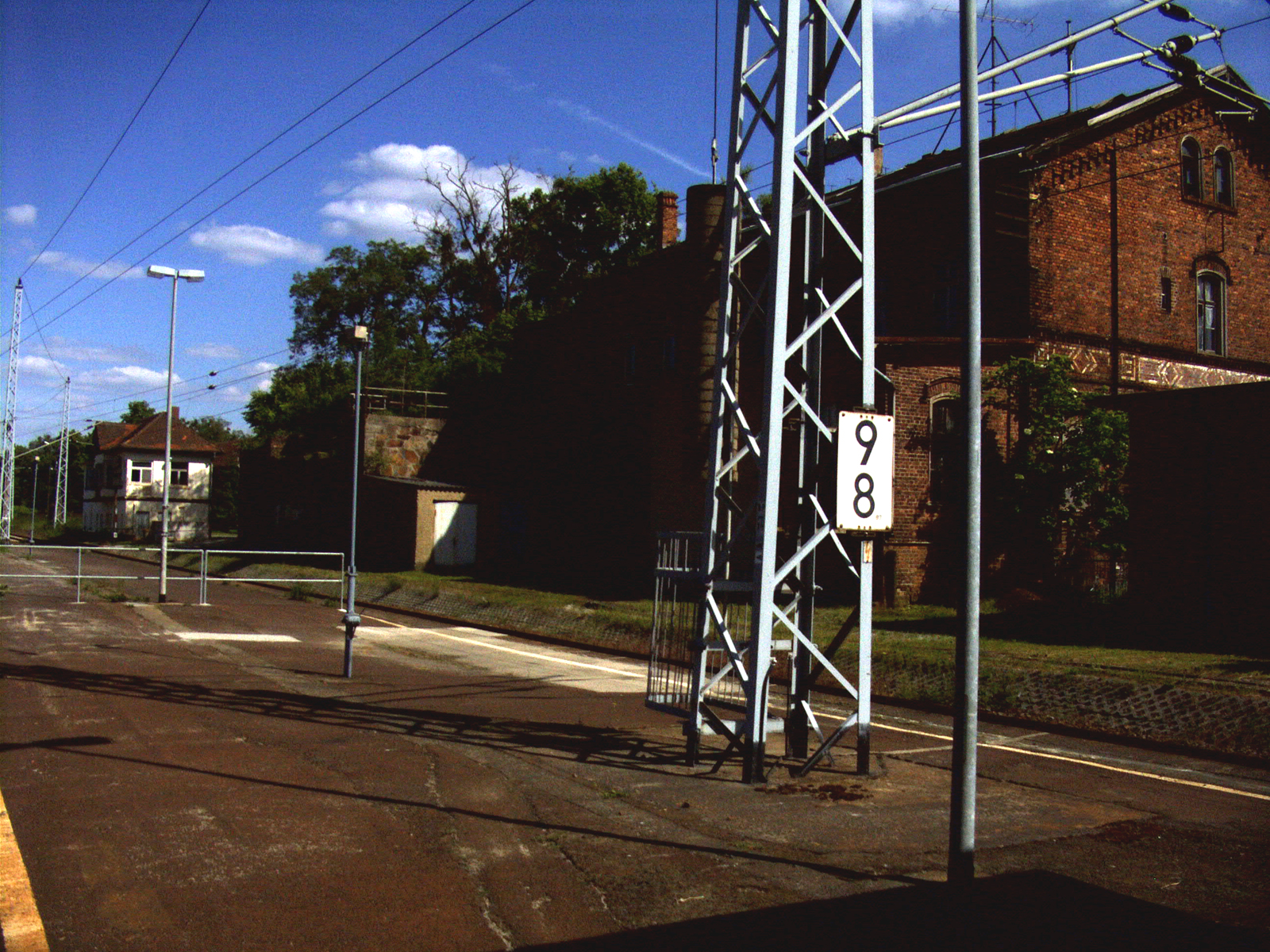
Widerlager der ehemaligen Brücke der Strecke Lübbenau–Kamenz (2008)

Mit dem Ende der DDR und dem einsetzenden wirtschaftlichen und politischen Wandel geriet die rasante Entwicklung des Bahnhofs ins Stocken. Die rückläufige Bevölkerungsentwicklung führte zu Kürzungen und Änderungen in der Verkehrsstruktur. Am 23. Mai 1998 wurde der Personenzugverkehr auf dem Streckenabschnitt Hosena–Kamenz von der damals als SPNV-Aufgabenträger zuständigen Landesverkehrsgesellschaft Sachsen abbestellt. Weitere Einstellungen und Änderungen folgten. Zum Fahrplanwechsel am 28. Mai 2000 wurde der Bahnhof von Hohenbocka in Hosena umbenannt. Am 10. Oktober 2005 wurde der Personenzugverkehr auf dem Streckenabschnitt Hosena–Senftenberg eingestellt. Dieser wurde jedoch in den darauffolgenden Jahren mit dem Regionalexpress Stralsund–Hoyerswerda und der Regionalbahn Berlin-Schöneweide–Hoyerswerda wieder aufgenommen. Im Zusammenhang mit mehreren Baumaßnahmen im Gebiet des Verkehrsverbundes Berlin-Brandenburg (VBB) kam es mit der Fahrplanumstellung im Dezember 2011 erneut zu einer vorläufigen Einstellung des Personenzugverkehrs zwischen Hosena und Senftenberg. Mit der Fahrplanumstellung am 15. Dezember 2013 wurde die vorherige Linie RE 11 als Linie S 4 in das Netz der S-Bahn Mitteldeutschland eingebunden.
Im Bahnhof ereignete sich am 26. Juli 2012 gegen 20:20 Uhr ein schwerer Unfall, bei dem zwei Güterzüge der ITL Eisenbahngesellschaft kollidierten. Ein mit Schotter beladener Ganzzug von Schwarzkollm nach Rzepin fuhr einem Leerzug in die Flanke. Dabei wurde das Wärterstellwerk W3 des Bahnhofs Hosena zerstört, der Weichenwärter wurde von den Trümmern des zusammenstürzenden Gebäudes begraben und starb. Etwa 20 Wagen wurden durch die Kräfte der Kollision ineinandergeschoben. Etwa 80 Rettungskräfte von THW, Feuerwehr, Bundespolizei und Deutscher Bahn waren über mehrere Tage mit der aufwendigen Beräumung und Instandsetzung beschäftigt. 
Nach nur einem Jahr Planungs- und Genehmigungszeit – üblich sind sonst fünf bis sechs Jahre – wurde seit November 2013 ein elektronisches Stellwerk errichtet, um das zerstörte Stellwerk zu ersetzen und die infolge des Unfalls eingeschränkte Durchlassfähigkeit des Bahnhofs zu beseitigen. Auch drei Bahnübergänge wurden in diesem Zuge erneuert und in das neue Stellwerk eingebunden. Das neue elektronische Stellwerk ging zusammen mit den erneuerten Bahnübergängen Ende 2014 in Betrieb, seitdem kann die Bahninfrastruktur im Bahnhof Hosena wieder voll genutzt werden.
Am 11. November 2013 gegen 18:30 Uhr, kam es zu einem weiteren Unfall. Ein unbeladener Güterzug fuhr auf einen stehenden, mit etwa 3500 Tonnen Splitt beladenen Zug auf.

## Verkehr
Im Fahrplanjahr 2022 wurde Hosena von den Linien RE 15 (Dresden–Hoyerswerda) und S4 (Markkleeberg–Leipzig–Hoyerswerda) jeweils im Zweistundentakt bedient, die sich zwischen Elsterwerda-Biehla und Hoyerswerda zu einem Stundentakt überlagerten. Reiseverkehr in der Relation Lübbenau–Kamenz–Radeberg besteht nur noch an Wochenenden in den Sommerferien. Mit dem Fahrplanwechsel im Dezember 2022 wurde die Linie S4 der S-Bahn Mitteldeutschland bis Falkenberg (Elster) verkürzt und durch die neue Regionalexpresslinie RE11 Leipzig–Hoyerswerda ersetzt.